# Augusta Österlund
Laura Augusta Österlund, född 10 april 1873 i Söderhamns församling, Gävleborgs län, död 3 mars 1955 i Söderhamns församling, Gävleborgs län, var en svensk skolledare. Hon var dotter till August Österlund och syster till Ola Österlund.

## Biografi
Österlund studerade vid Söderhamns elementarläroverk för flickor, Statens normalskola för flickor och utexaminerades från Högre lärarinneseminariet i Stockholm 1894. Hon var lärarinna vid Filipstads flickskola 1894–1897, vid Söderhamns elementarläroverk för flickor från 1897 och föreståndare där 1910–1933.
Österlund var ledamot av Söderhamns borgerliga valmansförenings styrelse från 1910 och av styrelsen för Gävleborgs läns moderata förbund. Hon var ledamot av kyrkorådet i Söderhamns församling och ledamot av Söderhamns stadsfullmäktige 1915–1920.